# 周希畢
周希畢（1527年—？年），字德懋，號東郊，四川重慶府忠州人，明朝政治人物。

## 生平
由國子生中式嘉靖二十五年（1546年）丙午科四川鄉試第六十二名舉人，嘉靖四十四年（1565年）乙丑科第三甲第二百八十名進士。礼部观政，隆慶三年（1569年）二月授户部主事，丁忧。六年二月復除本部，万历二年（1574年）丁忧。六年復除本部，九年升员外、升郎中，同年官至陝西西安府知府。十一年调用。

## 家族
曾祖周全，壽官；祖周庭，壽官；父周易，主簿贈主事；母沈氏，封太安人。具慶下，妻劉氏，兄憲（學正）、寧（訓導）；希尹（庠生），弟希臯；希申。